# Arşın mal alan
Arşın mal alan (en l'escriptura aràbiga de l'àzeri, utilitzada contemporàniament a l'estrena, آرشین مال آلان, literalment Compreu teles [mesurades] en arxins) és una opereta còmica i romàntica del 1913 del compositor Üzeyir Hacıbəyov sobre un venedor ambulant de Şuşa als anys 1900 que busca una muller. Hacıbəyov va compondre l'opereta a Sant Petersburg i va ser estrenada el 25 d'octubre de 1913. L'opereta és rica en realisme i característiques nacionals. Després d'escenificar-se a l'Azerbaidjan, Arşın mal alan es va poder veure als teatres de Tbilisi, Erevan i Aixgabat, així com de l'Iran i Turquia.

## Personatges
| Funció                                                        | Tipus de veu |
| ------------------------------------------------------------- | ------------ |
| Asker, un jove comerciant ric                                 | Tenor        |
| Jahan, la seva tia vídua                                      | Mezzosoprano |
| Suleyman, amic d'Asker                                        | Baríton      |
| Veli, criat d'Asker                                           | Tenor        |
| Sultan Bey, un bei empobrit                                   | Baix         |
| Gulchohre, la seva filla                                      | Soprano      |
| Asia, neboda de Sultan Bey                                    | Soprano      |
| Telli, criada de Sultan Bey                                   | Soprano      |
| L'acció passa dins l'Azerbaidjan al començament del segle xx. |              |